# PHP新書
PHP新書（ピーエイチピーしんしょ、PHP SHINSHO）は、PHP研究所から刊行されている新書レーベル。同社創設50年を迎えた1996年10月に創刊された。2013年12月、通巻900点を突破した。執筆者には同社発行の「Voice」の常連執筆者と重なる人が多い。最初は谷沢永一の「人間通になる読書術」。

## ベストセラー
- 頭がいい人、悪い人の話し方（樋口裕一）
- 女性の品格（坂東眞理子）

## 刊行書一覧

### あ行
- 愛と幸せの妖精 ぷりんてぃん（未女子日女）
- 頭がいい人、悪い人の〈言い訳〉術（樋口裕一）
- 頭がいい人、悪い人の話し方（樋口裕一）
- イケメン幕末史（小日向えり）
- いのちを救う先端技術（久保田博南）
- 乙女の絵画案内（和田彩花）

### か行
- かけひきの科学（唐津一）
- 官僚の責任（古賀茂明）

### さ行
- 「市民」とは誰か（佐伯啓思）
- ストレス知らずの対話術（齋藤孝）
- 女性の品格（坂東眞理子）
- 「説明責任」とは何か（井之上喬）

### た行
- 〈対話〉のない社会（中島義道）
- 知識人の生態（西部邁）
- 知性の磨きかた（林望）
- 中国人の宗教・道教とは何か（松本浩一）
- 中国は社会主義で幸せになったのか（北村稔）
- 投手論（吉井理人）
- 「動物の権利」運動の正体（佐々木正明）
- 豊臣秀次（小和田哲男）

### な行
- 日本を創った12人（堺屋太一）※全2巻
- なぜ国家は衰亡するのか（中西輝政）
- 日本の総理学（中曽根康弘）
- 軟弱者の戦争論（由紀草一）
- 日本の社会戦略（稲盛和夫、堺屋太一）

### は行
- はじめての哲学史講義（鷲田小彌太）
- 藩と日本人（武光誠）
- ほんとうは日本に憧れる中国人（王敏）
- 人は誰もがリーダーである（平尾誠二）
- ひらめきの導火線（茂木健一郎）
- ヒラリーとライス〜アメリカを動かす女たちの素顔〜（岸本祐紀子）

### ま行
- 森を守る文明・支配する文明（安田喜憲）

### や行
- 養生訓に学ぶ（立川昭二）
- 養老孟司の〈逆さメガネ〉（養老孟司）

### ら行
- 龍の文明・太陽の文明（安田喜憲）
- 歴史学ってなんだ?（小田中直樹）